# Selling My Soul
Selling My Soul – trzeci album studyjny amerykańskiego rapera Masty Killi członka Wu-Tang Clan, wydany 11 grudnia 2012 grudnia nakładem wytwórni Nature Sounds.

## Lista utworów
| #                | Tytuł                                  | Producent      | Sample | Czas |
| ---------------- | -------------------------------------- | -------------- | --- | ---- |
| 1                | „Skit”                                 |                | | 0:49 |
| 2                | „Intro”                                | Mathematics    | - Teddy Pendergrass – „Easy, Easy, Got to Take It Easy” - Wu-Tang Clan – „Protect Ya Neck” - Ol’ Dirty Bastard – „Raw Hide” - Cappadonna – „'97 Mentally” - Killah Priest – „Cross My Heart” - Wu-Tang Clan – „Triumph” - Wu-Tang Clan – „Impossible” - Ghostface Killah – „Mighty Healthy” - Method Man – „Bring the Pain” | 1:41 |
| 3                | „Soul & Substance”                     | Mediate Souls  | | 2:47 |
| 4                | „R U Listening”                        | Inspectah Deck | - Smokey Robinson / The Miracles – „Much Better Off” | 2:57 |
| 5                | „Things Just Ain’t The Same”           | P.F. Cuttin’   | - The Marvelettes – „Hunter Gets Captured by the Game” - Run-D.M.C. – „Sucker M.C.'s (Krush Groove 1)” | 3:19 |
| 6                | „Part 2" (feat. Kurupt)                | Mathematics    | - Teddy Pendergrass – „Easy, Easy, Got to Take It Easy” | 1:25 |
| 7                | „Cali Sun” (feat. Kurupt)              | Dash           | - Bolesna Braca – „Restoran Bolesne Braće” | 2:31 |
| 8                | „What U See”                           | Koolade        | | 2:17 |
| 9                | „Food”                                 | 9th Wonder     | - The Originals – „The Only Time You Love Me Is When You’re Losing Me” | 3:23 |
| 10               | „Skit”                                 |                | | 0:58 |
| 11               | „All Natural”                          | Mathematics    | - Grant Green – „We’ve Only Just Begun” | 2:38 |
| 12               | „Wise Words”                           | Masta Killa    | - Zapp – „Be Alright” | 3:34 |
| 13               | „Divine Glory”                         | Masta Killa    | - Blue Magic – „Secret Lover” | 2:33 |
| 14               | „Skit”                                 |                | | 0:26 |
| 15               | „Dirty Soul” (feat. Ol’ Dirty Bastard) | Blackinati     | - Ol’ Dirty Bastard – „Hippa To Da Hoppa” | 4:57 |
| Dodatkowe utwory |                                        |                | |      |
| 16               | „Wisdom” (skit)                        | Mathematics    | | 2:53 |